# 뱌체슬라프 야놉스키
뱌체슬라프 예브게니예비치 야놉스키(벨라루스어: Вячаслаў Яўгенавіч Яноўскі 뱌차슬라우 야우헤나비치 야노우스키, 러시아어: Вячесла́в Евге́ньевич Яно́вский, 1957년 8월 24일~)는 소련과 벨라루스의 전직 권투 선수이다. 소련 국가대표 선수로서 1988년 하계 올림픽에서 라이트웰터급 금메달을 획득했다.
현역 은퇴 후 벨라루스 복싱 연맹 회장(1998~2000)을 지냈다.